# ГЕС Сіноп
ГЕС Сіноп (порт. Usina Hidrelétrica de Sinop) – гідроелектростанція, що споруджується в центральній частині Бразилії у штаті Мату-Гросу. Знаходячись між запланованою до спорудження вище по течії ГЕС Magessi та ГЕС Colider, входить до складу каскаду на річці Телес-Пірес (правий виток Тапажос, котра в свою чергу є правою притокою Амазонки).
В межах проекту русло річки перекриють бетонною греблю висотою 52 метра та довжиною 470 метрів, ліворуч та праворуч від якої будуть земляні ділянки довжиною 176 та 140 метрів при висоті 30 та 22 метри відповідно. Ці споруди утримуватимуть водосховище площею поверхні 337 км2, периметром 1410 км, глибиною від 8 до 50 метрів та об’ємом 3 млрд м3. Його нормальний операційний рівень коливатиметься між позначками 292 та 302 метри НРМ (у період з червня по листопад до 300 метрів НРМ), а максимальний рівень на випадок повені становитиме 303 метри НРМ. 
Машинний зал обладнають двома турбінами типу Каплан потужністю по 204 МВт, які працюватимуть при напорі у 30 метрів та забезпечуватимуть виробництво 1,9 млрд кВт-год електроенергії на рік.